# Битва при Мириокефале
Би́тва при Мириоке́фале (Мириоке́фалоне) (ср.-греч. Μάχη του Μυριοκέφαλου; тур. Miryokefalon Muharebesi, Düzbel Savaşı) — сражение, состоявшееся 17 сентября 1176 года между армиями Византийской империи и Конийского султаната, в котором византийцы потерпели поражение.
В 1161 году сельджукский султан Рума Кылыч-Арслан II и император Мануил I Комнин заключили мирное соглашение. Мануил хотел с помощью этого договора добиться мира для своих анатолийских провинций. Укрепляя Кылыч-Арслана, император создавал в регионе противовес силе Нуреддина Занги. Кылыч-Арслану же нужно было устранить внутренних соперников и собраться с силами. После смерти в 1174 году Нуреддина Занги султан покорил Данышмендидов и изгнал своего брата Шахин-шаха, правителя Анкары. Эмиры бежали к Мануилу, который потребовал от султана вернуть захваченные территории Данышмендидов как византийских вассалов, что был обязан сделать по договору. Однако Кылыч-Арслан проигнорировал просьбу Мануила.
В 1176 году Мануил I Комнин собрал большую армию и выступил в поход на Конью. Сельджуки под командованием султана Кылыч-Арслана II организовали засаду на перевале Цибрице и разгромили византийцев.
Битва при Мириокефале была важной вехой в процессе тюркизации Анатолии. Для Византии поражение в битве означало отказ от территориальных претензий на Анатолию. Вскоре называть Малую Азию «Турчия» стали даже греки.
По словам византийского историка Никиты Хониата, на перевале находились развалины крепости Мириокефал (Мириокефалон), что и дало название битве. Точные дата битвы и местонахождение крепости до сих пор являются предметом дискуссий исследователей. Вероятно, битва произошла в ущелье Багирсак в 30-40 километрах от Коньи.

## Историография
Битва упоминается в хрониках XII—XIII веков, но большинство мусульманских хронистов того времени игнорируют её. По словам историков С. Меджит и К. Хилленбранд, единственным дошедшим до нас мусульманским источником, в котором упоминается битва при Мириокефале, является «Анонимный сельджукнаме». Однако упоминание битвы есть у Ибн аль-Азрака: в опубликованном в 1992 году турецким историком А. Савраном критическом переводе части «Истории Майяфарикина и Амида» содержатся сведения о силах сторон, причинах войны, замках Дорилей и Сублеум, построенных Мануилом I.
В отличие от мусульманских, христианские источники в достаточно большом числе упоминают или описывают битву:
- византийские (Никита Хониат, Иоанн Киннам, Псевдо-Кодин, Неофит Кипрский);
- армянские (Смбат Спарапет, Хетум);
- сирийские (Михаил Сириец, Бар-Эбрей);
- латинские (Роджер Ховеденский, Гийом Тирский, кардинал Бозо, Альберт Штаденский, Роберт де Ториньи, Ромуальд Салернский, «Анналы святого Рудберта Зальцбургского»).

Хроника Роджера Ховеденского содержит письмо Мануила I королю Англии Генриху II Плантагенету. Кардинал Бозо посвятил битве длинную главу. Роджер и кардинал были современниками событий, они при жизни занимали высокие посты и были хорошо осведомлены. Письмо императора Мануила содержит полезную информацию для определения места битвы, как и хроника Никиты Хониата. Последняя является важным подробным источником, в ней битва при Мириокефале занимает почти всю шестую книгу. Хотя сам автор не был участником битвы, но использовал информацию от реальных её участников. Он упоминал о письмах императора со сведениями о битве, и его повествование близко к рассказу Мануила. Иоанн Киннам, также имевший информацию из первых рук, сообщал интересные детали. Сообщение Михаила Сирийца о битве ценно, поскольку он использовал информацию очевидца с сельджукской стороны. По словам историка А. Ескикурта, сравнивая тексты Михаила Сирийца и Никиты Хониата, можно предположить, где во время битвы находился источник Михаила. Саму битву Михаил описал с деталями, позволяющими точнее реконструировать её.

## Предыстория
В 1161 году сельджукский султан Рума Кылыч-Арслан II посетил Константинополь с целью добиться от византийского императора Мануила I Комнина поддержки против тюркских эмиров. Император встретил его как почётного гостя. Взамен на поддержку Кылыч-Арслан согласился на ряд вассальных обязательств: «иметь таких же друзей и врагов, как у императора; передавать императору любые захваченные им важные города; не заключать без согласия императора никаких договоров; служить императору со своей армией; и не оставлять без наказания тех своих подданных, которые привыкли жить грабежами и обыкновенно называются туркоманами». Аналогичные условия были в договорах императора с правителями Сербии и Антиохии, его вассалами. Мануил хотел с помощью этого договора добиться мира для своих анатолийских провинций. Кылыч-Арслану этот мир помог устранить внутренних соперников и собраться с силами. Укрепив Кылыч-Арслана, император создавал в регионе противовес растущей мощи правителя Сирии Нуреддина Занги. В 1174 году Нуреддин Занги умер, что дало султану возможность покорить Данышмендидов и изгнать своего брата Шахин-шаха, правителя Анкары. Эмиры бежали к Мануилу, который потребовал от султана вернуть захваченные территории Данышмендидов как византийских вассалов, но Кылыч-Арслан проигнорировал эту просьбу.

## Перед битвой
Весной 1176 года император собрал большую армию. Он планировал отправиться к Конье весной, но венгерские и сербские войска опоздали, что задержало отправление армии в поход до лета. Император собирался напасть на сельджукскую столицу Конью, пройдя через долину Меандра. Этот путь был кратчайшим, но шёл через труднопроходимую местность. Маршрут императора и армии Никита Хониат описал так: «пройдя Фригию и Лаодикию, он прибыл в Хоны, <…> вышедши отсюда, прибыл в Лампу и город Келены, где находится исток Меандра и протекает река Марсиас, впадающая в Меандр. <…> Отсюда царь отправился в Хомы [возможно — Хома] и остановился у Мириокефала».
Кылыч-Арслан отправил к императору посланника с предложением мира, и Мануил созвал военный совет для обсуждения этого предложения. На совете старые и опытные полководцы утверждали, что полные ловушек земли сельджуков не пройти, боевая мощь противника очень высока, они высокомобильны, в то время как византийская армия находится в тяжёлом положении из-за эпидемии. Эти советники рекомендовали принять мирное предложение. Однако их мнение столкнулось с идеями придворных, совершенно не знавших реалий войны с туркменами. Императору и его молодым полководцам этот совет казался трусостью и предательством. Предложение не было принято. Получив отказ, Кылыч-Арслан ещё раз повторил своё мирное предложение. Однако Мануил снова его отклонил, самонадеянно заявив, что в случае неудачи лично ответит в Конье, как когда-то Роман Диоген перед султаном Альп-Арсланом. Намереваясь навязать султану войну на два фронта, Мануил отправил колонну из примерно 30 тысяч солдат под командованием своего племянника Андроника Ватаца, чтобы взять захваченный Кылыч-Арсланом город Данышмендидов Неокесарию. Войско Андроника двигалось на восток вдоль Чёрного моря, а затем повернуло на юг. Однако оно было уничтожено сельджуками, о чём Мануил узнал лишь после битвы у Мириокефала.
Как сообщал Михаил Сириец, по приказу Кылыч-Арслана его войска избегали сражения. Отряды сельджуков очень умело использовали мобильную тактику боя: они кружили на безопасном расстоянии вокруг византийской армии, уничтожали на пути императорской армии продовольствие, отравляли колодцы, бросая в них трупы животных, и убивали всех византийцев, отделившихся от основных сил, будь то фуражиры или разведчики. Гарнизоны сельджуков по возможности защищали крепости или же сжигали их и отступали. Кроме того, по словам Мануила, его армия страдала от кишечного заболевания: «нас поразила тяжелейшая болезнь, желудочное расстройство, которое распространилось по границам нашей империи, опустошая и уничтожая население; убивая многих, более сурово, чем любой противник».

## Дата битвы
Хронисты датировали битву по-разному. Никита Хониат писал, что она произошла в сентябре, письмо Мануила было отправлено в ноябре 1176 года (следовательно, битва произошла до этого), Бенедикт из Питерборо датировал битву 14 ноября 1176 года, Радульф де Дисето процитировал письмо Мануила, но допускал, что битва произошла в 1177 году. «Анналы святого Рудберта Зальцбургского» относят поражение «царя греков» к 1176 году; Ромуальд Салернский — к 1175 году, «Анонимный сельджукнаме» датирует битву 1176/77 годом. Гийом Тирский не указывал даты, лишь писал, что Мануил «понёс огромные потери под Иконием». Михаил Сириец и Бар-Эбрей относили поражение Мануила к 1175 и 1177 годам соответственно. Как следствие, датировка битвы историками тоже не была однозначной. Э. Гиббон, Н. Йорга и К. Папарригопулос не указывали года битвы. Ш. Лебо, Дж. Финлей и Ф. Герцберг называли сентябрь 1176 года. В большинстве своём учёные (К. Хопф, Б. Куглер, М. Гельцер, К. Рот, Ф. Шаландон, Ш. Диль) указывали только 1176 год. Византинист Г. фон Кап-Герр относил сражение к лету или весне 1176 года. Ф. Успенский назвал сентябрь 1177 года, Э. Муральт — ноябрь 1176 года. Точную датировку предложил А. Васильев, изучив хронику Псевдо-Кодина. В ней упоминается, что битва была 17 сентября десятого индикта 6685 года в системе летоисчисления «От сотворения мира», то есть 17 сентября 1176 года. По словам С. Дина, «точная дата битвы является предметом споров, но эта широко принята». 17 сентября как дату битвы называют историки С. Дин, Р. Лилли, Э. Эйкхофф, С. Рансимен, Г. Острогорский, К. Юзбашян, Р. Гусейнов, Д. Коробейников, Дж. Брэдбери, Д. Шоуолтер, М. Кечиш, А. Озайдин, И. Сары, Ф. Сюмер, другие авторы.

## Место битвы

### Хронисты о месте битвы
По словам Никиты Хониата, султан «поспешил занять теснины, через которые должны были проходить римляне по выходе из Мириокефала», и разместил в засаде свои войска. По описанию хрониста, «это место есть продолговатая долина, идущая между высоких гор, которая на северной стороне мало-помалу понижается в виде холмов и перерезана широкими ущельями, а на другой стороне замыкается обрывистыми скалами и вся усеяна отдельными крутыми возвышениями». Иоанн Киннам о месте битвы писал, что оно «было недоступно больше, чем всякое другое, и не легко проходимо не только для военного строя, но и для небольшого числа путешественников». Бар-Эбрей поместил битву в «глубокие проходы Бет Тома». По словам Михаила Сирийца, место битвы находилось «на расстоянии однодневного марша от Коньи. В горах, в дефиле, где не было воды». Главный источник германского крестового похода 1189/90 года, «Historia de expeditione Friderici Imperatoris», сообщал, что 3 мая 1190 года армия должна была пройти через узкий проход между Созополисом и Филомелионом, пересекая высокую гору, «где император греков Мануил был разгромлен с очень большой армией». Другой источник, Historia Peregrinorum, уточняет это место, помещая его между озером Хойран (северная часть озера Эгирдир) и равниной за Султан-Дагом. Мануил в письме Генриху II утверждал, что перевал турки называли Цибрилцимани. Иоанн Киннам называл место Цибрелицемани. Никита Хониат идентифицировал место битвы как перевал Цибритце (в переводе на русский язык В. И. Долоцкого — «Иврицкие дефилеи»), что является греческим вариантом турецкого Cybrilcymani или Tzibrelitzemani, означает «огороженное пастбище» и относится к окружённой горами равнине за перевалом. Локализовать это место можно, исходя из описания кампании 1146 года. Когда император Мануил I отступал от Коньи в 1146 году, он прошёл через этот проход к озеру Пусгузе.
Согласно Никите Хониату, Мануил «остановился у Мириокефала, это древняя и необитаемая крепость». Смбат Спарапет писал о битве, что «султан Иконии победил императора Мануила» у крепости арм. Մելտինիս. Это название переводят как Мелдинис (Meldinis) или Мелитена (на русский язык — «Мелитинэ и Калетос»).

### Исследователи о месте битвы

Возможные места битвы при Мириокефале. 1) Куфи богази (горло, ущелье); 2) Перевал Дюзбель; 3) Чардак гечиди (переправа, проход); 4) Карамик бели (узкое место); 5) Юкарикашикара бели; 6) Ашагикашикара бели; 7) Кумданлы; 8) Гелендост; 9) Багирсак богази

Точное место битвы неизвестно. Много веков (как в древности, так и в средневековье) основным маршрутом из Апамеи к Конье была римская дорога через места, на которых сейчас находятся Караадилли и Чай (этот путь использовался и до римлян как один из самых удобных путей с запада на восток Малой Азии). Также существовали дороги, обходившие озеро Эгирдир с севера или с юга (через Гелендост) по берегу, сходившиеся у Антиохии Писидийской и ведшие к Филомелиону.
Дискуссии о месте битвы ведутся давно. Э. Гиббон не указывал точного места, К. Папарригопулос, Н. Йорга, Э. Муральт и Г. фон Кап-Геррс называли Мириокефал, не уточняя его местоположение.
Мнения исследователей о том, где произошла битва, в основном сводятся к трём районам: Денизли-Чивриль, северная и восточная части озера Эгирдир и район между Коньей и озером Бейшехир. В 1890 году У. М. Рамзай указал на перевал в районе деревни Дюзбель (недалеко от города Хома). Эту точку зрения поддержали турецкий историк Ф. Диримтекин в 1944 году и историк Р. Гусейнов. Однако в 1897 году У. Рамзай изменил мнение и решил, что место проведения битвы — долина, которая проходит от северо-восточной оконечности озера Хойран к Гёкчели. О. Туран и Э. Эйкхофф тоже помещали место битвы на северной дороге вокруг озера Хойран — Кумданлы .
По описанию источников, на перевале стояла заброшенная крепость Мириокефал. Э. Эйкхофф считал местом расположения крепости Мириокефал («Тысяча голов») деревню Кыркбаш возле Кумданлы. В. Томашек искал место битвы в районе Кыркбаш — Сагыркёй (примерно 5 км северо-западнее Кыркбаша) — Ахарим на северо-западном склоне Султан-Дага. Историк из Гелендоста Х. Шекерджиоглу полагал, что битва была рядом с городом Гелендост. А. Чай и Б. Умар полагали, что Мануил решил следовать по дороге Филомелион — Конья с севера Султан-Дага и искали место битвы там. Историки М. Хенди, С. Дин и Т. Райс полагали также, что битва состоялась на одном из тех перевалов, что расположены к западу от Коньи, у подножия горы Султан-Даг. Критикуя эти утверждения, К. Айитер отвергал их, подчёркивая, что топографические особенности этих мест не удовлетворяют описаниям места битвы. Б. Умар, посетивший все указанные места, поддержал точку зрения К. Айитера и утверждал, что ни в одном из них нет описанных источниками топографических особенностей места битвы при Мириокефале.
В 1976 году К. Айитер предположил, что нужно исследовать перевалы в районе Сандыклы провинции Афьонкарахисар. Б. Умар изучил эту территорию. Он предположил, что местом битвы было ущелье ручья Куфи, все топографические особенности места битвы там, по его словам, есть. По предположению Б. Умара, Мириокефалом является одна из двух крепостей: развалины замка на холме Санбаба, о которой К. Айитеру сообщили местные жители, или замок, который должен быть расположен в долине ручья Куфи между Ишиклы и Сандыклы, у впадающего с юго-востока в Куфи ручья Кестель (вывод о наличии пока не обнаруженных остатков замка Б. Умар делает, исходя из названия ручья).
По мнению историков А. Ескикурта и М. Джейлана, место битвы следует искать в районе между Бейшехиром и Коньей. На этом участке расположены проходы Дербентский и Багирсак (Bağırsak Boğazı). Единственное место, географические особенности которого совпадают с повествованиями летописей, — это Багирсак. В ущелье Багирсак в 40 км от Коньи в деревне Кызылвиран есть замок, который в османских дефтерах (казначейские книги) записан как Hisarkale или Hisar-ı Meldos. На тождественность этого замка с Мириокефалом указывал Э. Дюлорье в 1869 году. Он написал, что «это тот же самый замок, что и Мелдинис или Мелитене».

## Силы сторон

### Византийцы
Все источники сходятся в том, что византийское войско было огромным. В армии императора находились войска его вассалов из Сербии, Венгрии, Антиохии и половцы. Мануил сообщал после битвы в письме английскому королю Генриху II, что армия во время марша растянулась более чем на десять миль. Никита Хониат писал о «тысячах воинов», не приводя цифр и утверждая, что было подготовлено более трёх тысяч повозок. Иоанн Киннам сообщал, что император собрал бесчисленные войска из сербов и венгров, было подготовлено более 3000 повозок, а из деревень во Фракии было взято бесчисленное количество волов. Михаил Сириец писал о 5000 повозках с продовольствием. Ибн аль-Азрак преувеличил численность византийской армии, говоря о 700 тысячах всадников. Согласно «Анонимному сельджукнаме», в византийской армии было 70 тысяч лучников.
Согласно С. Дину, в армии византийцев было от 25 до 40 тысяч человек, по мнению историка Д. Халдона — около 25 тысяч человек. Медиевист Дж. Биркенмайер, исходя из размера обоза, оценивал численность армии в 30—40 тысяч комбатантов.

### Сельджуки
Нет достоверных данных о размере сельджукской армии. Михаил Сириец писал о 50 тысячах человек, но, по мнению Р. Лилли, цифры Михаила не следует принимать всерьёз.
Можно оценить размер армии Кылыч-Арслана косвенно, опираясь на данные других кампаний. В кампании 1177 года источники фиксировали в армии сельджуков примерно 20—24 тысячи человек. По мнению Д. Николле, армии Конийского султаната состояли из 10—15 тысяч человек. Армия сельджуков при Манцикерте составляла около 20—30 тысяч человек. Армия Конийского султаната в битве при Дорилее в 1097 году оценивается в 6000—8000 человек.
По словам С. Дина, размер сельджукской армии оценивается в 20—50 тысяч человек. Историк И. Сары полагал, что армия сельджуков была меньше византийской и хуже оснащена, но высокомобильна.

## Ход битвы
Византийская армия вошла в узкую долину в следующем порядке:
- авангард (в основном пеший) под командованием Иоанна[лат.] и Андроника, сыновей Константина Ангела;
- главная часть армии во главе с Константином Макродукой[англ.] и Андроником Лапардом;
- правое крыло, состоявшее в основном из вассальных войск (антиохийцы, сербы, венгры) во главе с шурином Мануила Балдуином Антиохийским;
- обоз и повозки с осадными машинами;
- левое крыло во главе с Феодором Маврозомом и Иоанном Кантакузином[англ.], мужем племянницы императора;
- император с избранными войсками;
- арьергард под командованием опытного полководца Андроника Контостефана.

Султан разместил своих людей на высотах ещё до подхода византийцев. Наиболее подробное описание битвы дал Никита Хониат. Сельджуки дождались, пока вся армия противника начнёт входить на перевал, а затем с высот начали осыпать стрелами. Михаил Сириец и Бар-Эбрей дополняли, что они ещё сбрасывали с высот обломки скал. Сельджуки подобрались к византийцам так близко, что могли перебить их стрелами даже ночью. К моменту начала атаки авангард был у узкого прохода. Ему оставалось только двигаться вперёд, освобождая путь для других подразделений. Авангард и следовавшая за ним главная часть армии, состоявшая из греков, заняли близлежащий холм, возвышавшийся над долиной, и перестроились для обороны.
Сельджуки сосредоточили атаки на правом и левом флангах. Сначала они спустились с высот в большом количестве и окружили правое крыло византийцев, которым командовал Балдуин Антиохийский. Никита Хониат писал, что «Балдуин, видя, что его дела дурны и что его войска не в силах пробиться сквозь ряды врагов, теснимый отовсюду, взяв несколько всадников, врывается в персидские фаланги; но, окружённый врагами, он и сам был убит, и все бывшие с ним пали, совершив дела мужества и показав пример храбрости». Правое крыло было почти полностью уничтожено.
Сельджуки вывели из строя волов и повозки, заблокировали проход и отрезали Мануила с телохранителями и арьергардом от остальной армии. Император впал в уныние и сел под грушей. Один из солдат привёл его в чувство. Ущелье было слишком узким, чтобы византийская армия могла маневрировать. Вскоре она распалась на отряды, которые оборонялись, как могли. По словам Мануила и Никиты Хониата, император взял на себя командование охраной и смог пробиться через обоз. По словам Никиты Хониата, в это время он видел, как Иоанн Кантакузин в одиночку отбивался от множества врагов, осматриваясь в ожидании помощи. Однако никто не смог подобраться к нему, и он пал в бою. Сельджуки увидели, что император пытается пробиться к авангарду, и напали на его небольшой отряд. С теми, кто уцелел в центре, император с трудом пробился к авангарду.
Во время этого этапа боя через перевал прошла пыльная буря. Её появление хронисты объясняли по-разному. Император писал, что ожесточённое сражение подняло с сухой земли пыль: «Из широкого облака пыли, которое поднималось, солдаты не могли видеть, что происходит там, где они ступили». Вслед за императором Ф. Диримтекин объяснял появление пыли действиями во время битвы. Никита Хониат полагал, что песок с земли поднял ветер, подувший во время битвы: «во время сражения подул ветер и, подняв со здешней песчаной почвы множество песка, с яростью бросал его на сражающихся». И Никита Хониат, и Мануил описывали ужасающие последствия бури: в темноте люди и лошади затаптывали друг друга и «хлынули в глубокую долину с близлежащего утёса», множество греков погибло. «Войска сражались как бы ночью и в совершенной темноте и наряду с врагами убивали и друзей. <…> Когда пыль улеглась и мгла и тьма рассеялись, увидели людей, которые до пояса и шеи были завалены трупами».
В конце концов, всем выжившим удалось собраться на склоне холма, который они укрепили. В своём письме Генриху II император преувеличивал свою роль, сообщая, что он сдерживал турок до тех пор, пока арьергард не оказался вне опасности.
По описанию Никиты Хониата, ночью император хотел сбежать, бросив армию. Узнав об этом, Андроник Контостефан произнёс речь, пристыдив императора и заставив его переменить решение. На протяжении ночи и утра сельджукские конные лучники обстреливали лагерь. У греков не было воды и продовольствия. Утром Кылыч-Арслан велел выставить перед византийским лагерем на копье голову Андроника Ватаца. Тем самым он сообщал императору, что греки не должны ожидать помощи от войска, ушедшего к Неокесарии, поскольку оно уничтожено вместе с командиром. Моральный дух византийцев «не мог быть ниже», по словам С. Дина.

## Заключение мира
Армия Кылыч-Арслана накануне также понесла потери, поэтому ни Мануил, ни султан не рискнули продолжить сражение. Согласно Никите Хониату и императору, Кылыч-Арслан попросил мира. Никита Хониат писал, что султан послал своего визиря, происходившего из византийской семьи Гаврасов, Ихтияруддина Хасана к Мануилу с предложением заключить мир. Султан предлагал византийцам безопасный проход обратно на свою территорию; взамен Мануил должен разрушить византийские пограничные укрепления в Дорилее и Сублеуме. Мануил в письме английскому королю также писал, что предложение мира сделал султан, но об условиях император умолчал. Однако, по словам Михаила Сирийца и Бар-Эбрея, просил мира не султан, а император. Он отправил посреди ночи к султану гонцов с просьбой о мире и согласился уступить султану отстроенные им места. Ромуальд Салернский не называл инициатора переговоров, отметив лишь, что император, «не найдя выхода, заключил перемирие, какое только мог, с султаном». Мануилу ничего не оставалось, как согласиться. Он потерял свой обоз и осадные машины. В письме Генриху Мануил был вынужден признать понесённые им большие потери и провал кампании из-за потери тяглового скота и осадных орудий.
Неизвестно, почему Кылыч-Арслан согласился на мир договор с такими лёгкими условиями для проигравшего сражение противника. Исследователи по-разному комментировали причину этого и не смогли прийти к единому мнению. А. Васильев писал: «в силу каких-то совершенно загадочных причин Кылыч-Арслан не использовал своей победы». По мнению О. Турана, в тот момент султан не мог понять масштаба одержанной им победы. Ф. Шаландон предположил, что императора все ещё оставалась сильная армия и султан был неуверен в исходе битвы, если её продолжить. С. Врионис добавил, что поведение султана, не соответствовавшее характеру его победы, объясняется словами Никиты Хониата, о том, что советники султана получали жалованье от императора в мирное время и убедили султана предложить мир. Писатель Дж. Норвич предположил, что султан «чувствовал, что в будущем ему может понадобиться поддержка императора».

## Причины поражения
Турецкий византинист М. Кечиш сформулировал три причины поражения Мануила:
- стратегические ошибки, допущенные Мануилом;
- потеря боевого духа и дисциплины в армии в результате событий до или в начале битвы, возникший хаос;
- назначение некомпетентных людей.

По мнению А. Васильева, «Мануил оставил без надлежащего внимания Восток, не сумел помешать дальнейшему развитию Иконийского султаната». За время, прошедшее с перемирия 1162 года, Кылыч-Арслан сумел объединить земли в Малой Азии, устранив внутренних соперников, и собрался с силами.
Мануил собрал огромный обоз для перевозки осадных машин. Вероятно, они могли пригодиться ему у Коньи, однако количество повозок замедляло армию и затрудняло передвижение в горной местности с узкими проходами, что Мануил не учёл при выборе маршрута.
Ещё в VI веке император Маврикий в сочинении «Стратегикон» не рекомендовал вести армию по узким долинам и пересечённой местности на вражеской территории, кроме как в безвыходных ситуациях. Маврикий подчеркивал, что «главной заботой военачальника, попавшего в такое ущелье, особенно длинное, должно быть не пытаться прорваться через него, особенно летом». Он рекомендовал в случае движения по таким проходам кавалерии спешиться, хотя узкие проходы трудны для пеших войск. Маврикий рекомендовал послать вперёд отряд, чтобы захватить заранее высоты у прохода до подхода армии. Вероятно, Мануил знал о трудностях таких переходов. Однако, выбрав трудный путь, император не позаботился облегчить путь для войска: не оставил обоз, вёз повозки со стенобитными машинами, не послал вперёд отряд, чтобы «выгнать наперёд персов из этих обширных горных теснин и таким образом очистить для войска проход».
Согласно Иоанну Киннаму, Мануил планировал отправиться к Конье весной, но венгерские и сербские войска опоздали, что задержало отправление армии в поход. По мнению Киннама, это стало одной из причин неудачи в походе: «союзные гунны и римские подданные сербы, придя не вовремя, оттянули войну на летнее время, — и это-то особенно было причиною тогдашних неудач; ибо в деле войны нужнее всего обращать внимание на время». В жаркие месяцы маршрут армии было необходимо выбирать вблизи источников воды, что могло повлиять на выбор Мануилом дороги вдоль Меандра.
Мануил не прислушался ко мнению опытных военачальников и не согласился на мирное предложение султана до битвы. Уже современники видели причину поражения в ошибке руководства. Гийом Тирский писал, что поражение было следствием «больше неосторожности руководителей, командовавших войсками, чем сил противника. Ибо, хотя не было недостатка в широких, открытых дорогах, они опрометчиво шли сломя голову на опасные пути».

## После битвы
Султан передал императору за большую сумму в золоте захваченную им в обозе христианскую реликвию — крест с осколком креста распятия. По сообщению Михаила Сирийца, другая реликвия, захваченная султаном в обозе — десница апостола Петра — была им передана в 1181 году сирийскому монастырю Мар Барсаума в дар.
Никита Хониат писал, что после заключения договора с султаном император собирался возвращаться другим путём, но султан позволил грекам пройти лишь через поле боя, чтобы те увидели масштабы своего поражения. По словам хрониста, все тела были раздеты, трупы были скальпированы и кастрированы, чтобы Мануил не мог различить обрезанных и необрезанных (мусульман и христиан).
Кылыч-Арслан вернул императору несколько повозок с продовольствием и отправил сопровождение, но лучники преследовали греков на всём пути через сельджукские земли. Никита Хониат полагал, что они это делали по приказу султана, но Михаил Сириец утверждал, что часть сельджукской армии была недовольна заключением мира и вышла из повиновения. По словам Михаила Сирийца, «турки назвали султана неверным за согласие на мир».
По сообщению Ибн аль-Азрака, Кылыч-Арслан захватил 100 тысяч пленников, но эта цифра явно преувеличена. После победы Кылыч-Арслан послал рабов и головы греков своим эмирам, халифу в Багдад и великому сельджукскому султану в Хорасан. Победа вызвала радость в Багдаде. Поэт Ибн Таавизи в своем диване, подаренном халифу Аль-Мустади Биамриллаху: «Пришло благоприятное известие о победе, которого мы ждали. Мусульмане слушают эту новость как звук музыки. Сын Месуда принес нам победу и катастрофу римскому правителю. В мечетях объявляют радостную новость».
Гийом Тирский, посетивший Константинополь в 1179—1180 годах, так писал про состояние Мануила: «Он был настолько раздавлен постоянной пыткой, которую ему создавала мысль об этом поражении, что он не мог ни успокоить свой ум, ни обрести обычное спокойствие духа». Отчаяние императора после битвы объяснялось его склонностью преувеличенно реагировать на неудачи, а Мириокефал был первым крупным поражением византийской армии почти за сто лет.
Дорилей был необходим для защиты границ империи, в то время как Сублеум — как база против Конийского султаната. После поражения у Мириокефалона сохранение Сублеума стало бессмысленным, и Мануил приказал разрушить его, но Дорилей, который должен был быть также разрушен согласно договору, он не тронул. Султан послал послов с требованием соблюдать условия договора, но император заявил, что не будет блюсти клятву, данную под принуждением. Византийцы разгромили сельджуков в начале 1177 года в битве при Хелионе и в 1179 году у Клавдиополя. Война с сельджуками продолжалась, причём никому не удалось добиться решающих преимуществ.

## Оценки
Сразу после битвы Мануил утверждал в письме к жителям Константинополя, что перенёс «второй Манцикерт», сравнивая себя с Романом Диогеном. Однако уже через месяц в письме королю Англии Генриху II он преуменьшал значение своего поражения.
Битва рассматривалась византийцами и более поздними историками как одно из величайших византийских поражений, сравнимое по своим последствиям только с битвой при Манцикерте столетием ранее. Историки считали поражение катастрофическим событием, приведшим непосредственно к закату империи, полагая, что «византийская „военная машина“ была разбита и уже никогда не восстанавливалась до прежней силы», а падение Константинополя в 1204 году стало следствием поражения при Мириокефале. Это был «второй крупный поворотный момент в истории Турции и Византии после Манцикерта» (О. Туран, С. Дин), «самое значительное событие» в Малой Азии со времён Манцикерта (К. Хилленбранд), «один из важнейших моментов политической истории Византии» (А. Васильев). По словам Б. Куглера, битва «решила навсегда судьбу всего Востока».
Затем наметилась тенденция рассматривать Мириокефал как серьёзное, но не катастрофическое поражение. Р. Лилли полагал, что «битва при Мириокефале является не более чем симптомом несовместимости необходимых целей с существующими силами», но поражение не было причиной падения империи. По его мнению, поражение не было катастрофическим. Это видно из того, что Мануил отказался разрушить Дорилей, хотя и обязался это сделать по договору. Уничтожено было только правое крыло армии (возглавляемое Балдуином Антиохийским), а самое многочисленное подразделение армии в бою почти не участвовало. Поэтому Кылыч-Арслан и решил не продолжать битву, а заключить мир. Шотландский византинист М. Ангольд утверждал, что византийская армия вышла из этого столкновения «более или менее неповреждённой».
При этом, хотя большая часть армии спаслась, но всё тяжёлое вооружение было утеряно. Мануил и его непосредственные преемники никогда больше не предпринимали наступления на территории сельджуков. Репутация императора и престиж Византийской империи пострадали. После битвы Фридрих Барбаросса написал Мануилу письмо, в котором утверждал, что «не только Римская империя должна управляться под нашим контролем, но и Греческое королевство должно управляться по нашему повелению и управляться нашей империей». Поражение при Мириокефале воодушевило противников Мануила. Византия больше не могла защищать Киликию от мусульман, армян и крестоносцев и не имела больше путей в Сирию. Киликия и Антиохийское княжество вскоре откололись от империи.
По словам С. Рансимена: «Для франков поражение при Мириокефале оказалось столь же роковым, как и для греков», поскольку теперь они не могли рассчитывать на помощь Византии.
Битва стала важной вехой и поворотным моментом в тюркизации Анатолии. Сходство между этой битвой и битвой при Манцикерте кратко упоминается К. Каэном и разбирается подробно С. Врионисом и К. Хилленбранд. По мнению К. Каэна и С. Вриониса, Мириокефал надо рассматривать как момент, когда были уничтожены византийские надежды на возврат анатолийских территорий. По мнению С. Вриониса и А. Васильева, поражение в этой битве означало конец «византийских планов по завоеванию Малой Азии» и произвело «очень деморализующий эффект» на Мануила и греческих жителей Анатолии. Французский византинист Ж.-К. Шёне также утверждал, что поражение при Мириокефале означало для Византии отказ от территориальных претензий на Анатолийское плато. А. Васильев утверждал, что поражение в битве «окончательно разрушило последнюю надежду Византии на возможность вытеснения из Малой Азии турок», «стало похоронным звоном по византийскому правлению в Малой Азии». Аналогичное мнение высказывали Э. Эйкхофф, О. Туран, Р. Лилли, Ф. Сюмер. Согласно И. Кафесоглу, битва при Мириокефале «подтвердила, что Анатолия, которая до этого рассматривалась в христианском мире как своего рода „страна, находящаяся под турецкой оккупацией“, стала подлинно турецкой территорией». С ним согласны турецкие историки Ф. Сюмер и О. Туран. Вскоре даже греки стали называть Малую Азию «Турчия».